# Уборть (зупинний пункт)
У́борть — пасажирський залізничний зупинний пункт Коростенської дирекції Південно-Західної залізниці на одноколійній електрифікованій змінним струмом лінії Коростень — Звягель I.
Розташований у селі Андрієвичі Звягельського району Житомирської області між станціями Вірівка (4 км) та Рихальська (7 км).
На зупинному пункті зупиняються приміські поїзди.